# Nevadlec
Nevadlec (Celosia) je rod jedlých a okrasných rostlin z čeledi laskavcovité (Amaranthaceae).

## Taxonomie
Druhové jméno je odvozeno ze starořeckého slova κήλεος, což znamená „hořící“, a odkazuje na barevné květy podobné plamenům.

## Použití

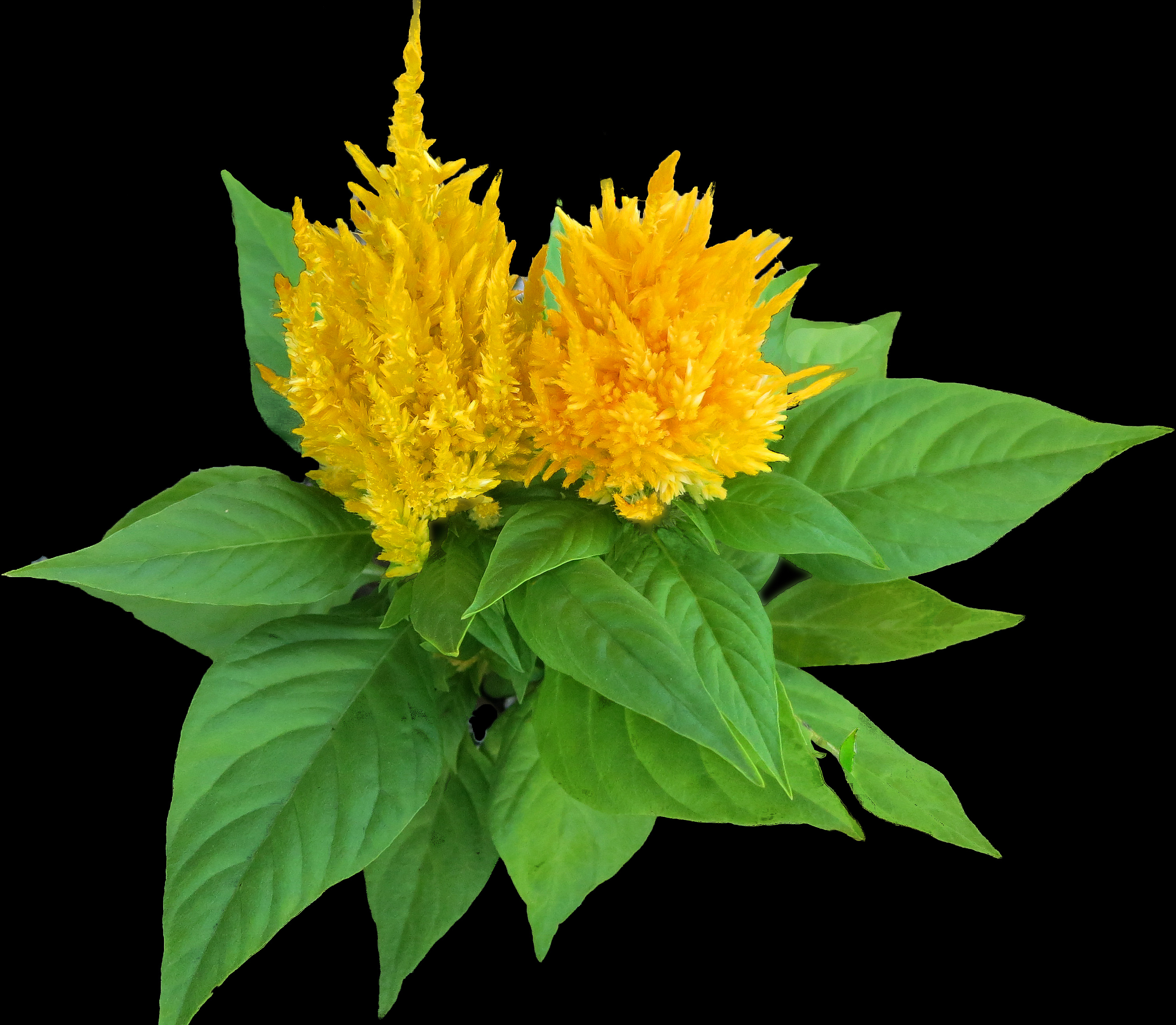
Celosia plumosa

### Zahradní rostlina
Rostlina je jednoletá. Produkce semen u těchto druhů může být velmi vysoká, 200–700 kg na hektar.
C. argentea a C. cristata jsou běžné zahradní okrasné rostliny.

### Potravina
Celosia argentea var. argentea neboli lagoský špenát je širokolistá jednoletá listová zelenina. Roste v severní části Jižní Ameriky, Mexiku, tropické Africe, Západní Indii, jižní, východní a jihovýchodní Asii. Je tradičním pokrmem v zemích střední a západní Afriky a je jednou z hlavních listových zelenin v Nigérii.

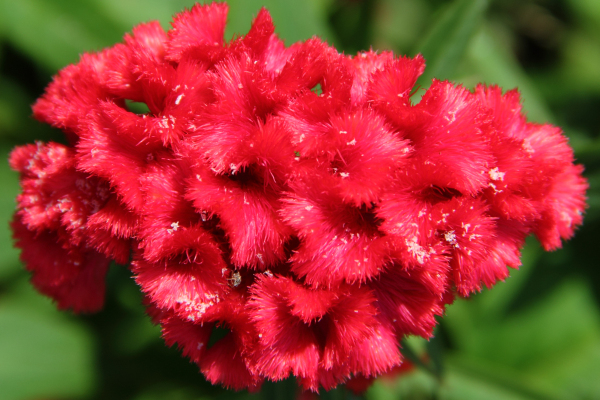
Květ Celosia cristata

Celosia je známá jako potravina také v Indonésii a Indii. V budoucnu by se její použití mohlo ještě více rozšířit, zejména v horkých a chudých oblastech rovníkové zóny.

## Vybrané druhy
- Celosia argentea L.
- Celosia cristata L.
- Celosia floribunda A. Gray
- Celosia isertii CCTowns.
- Celosia leptostachya Benth.
- Celosia nitida Vahl
- Celosia odorata T.Cooke
- Celosia palmeri S. Watson
- Celosia spicata L.
- Celosia trigyna L.
- Celosia virgata Jacq.
- Celosia whitei WFGrant

## Fotogalerie

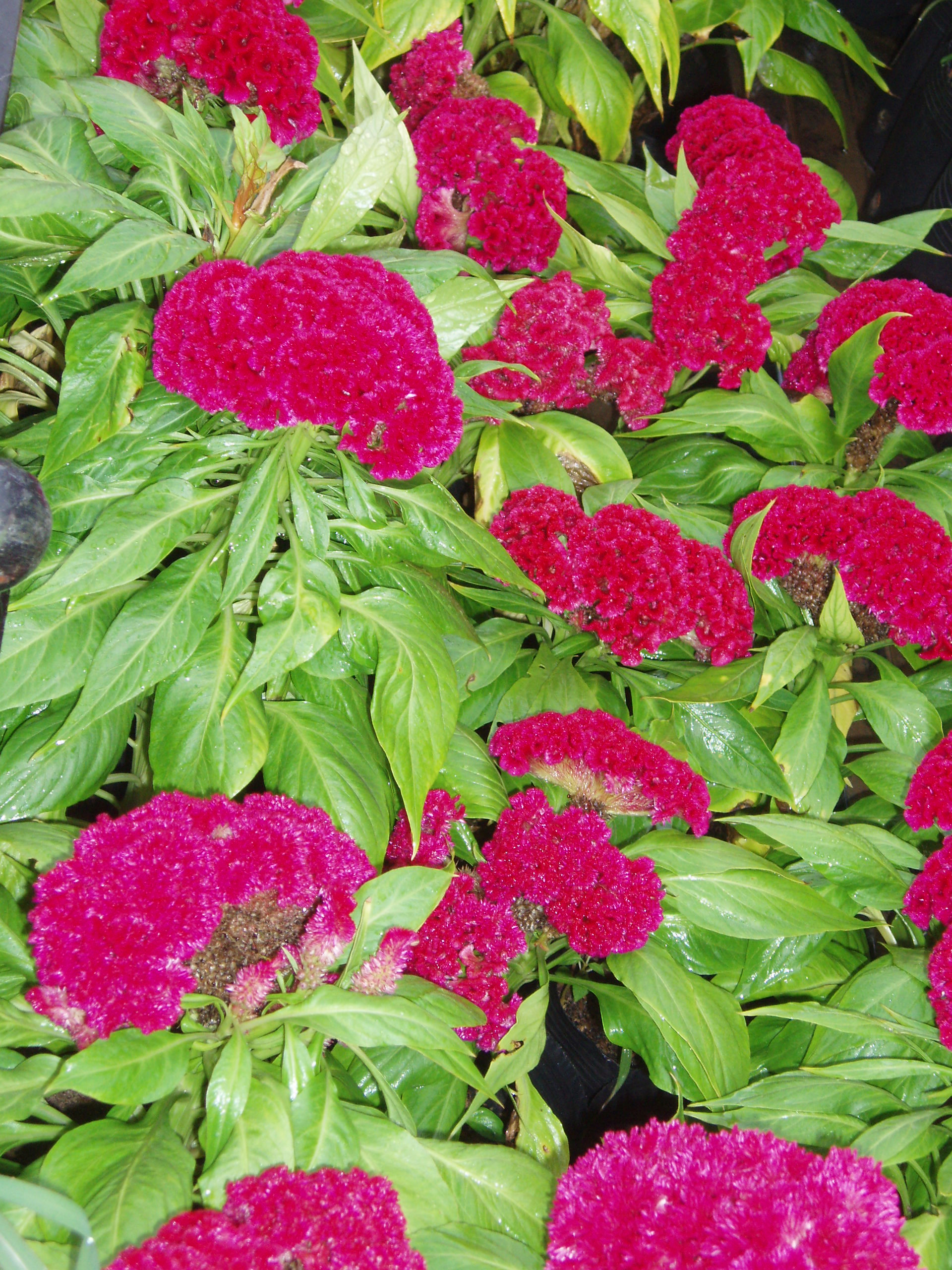
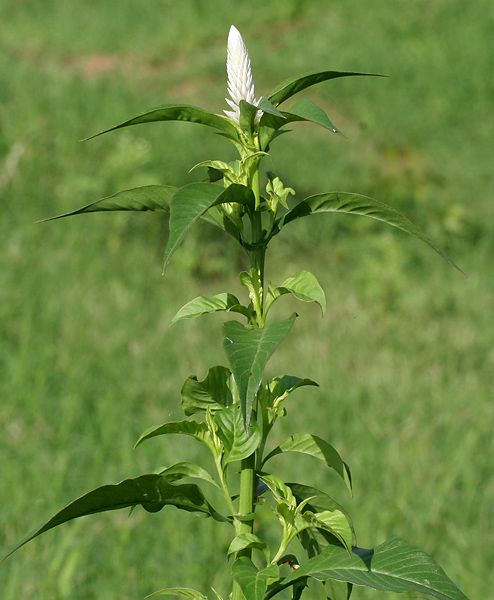
Celosia argentea
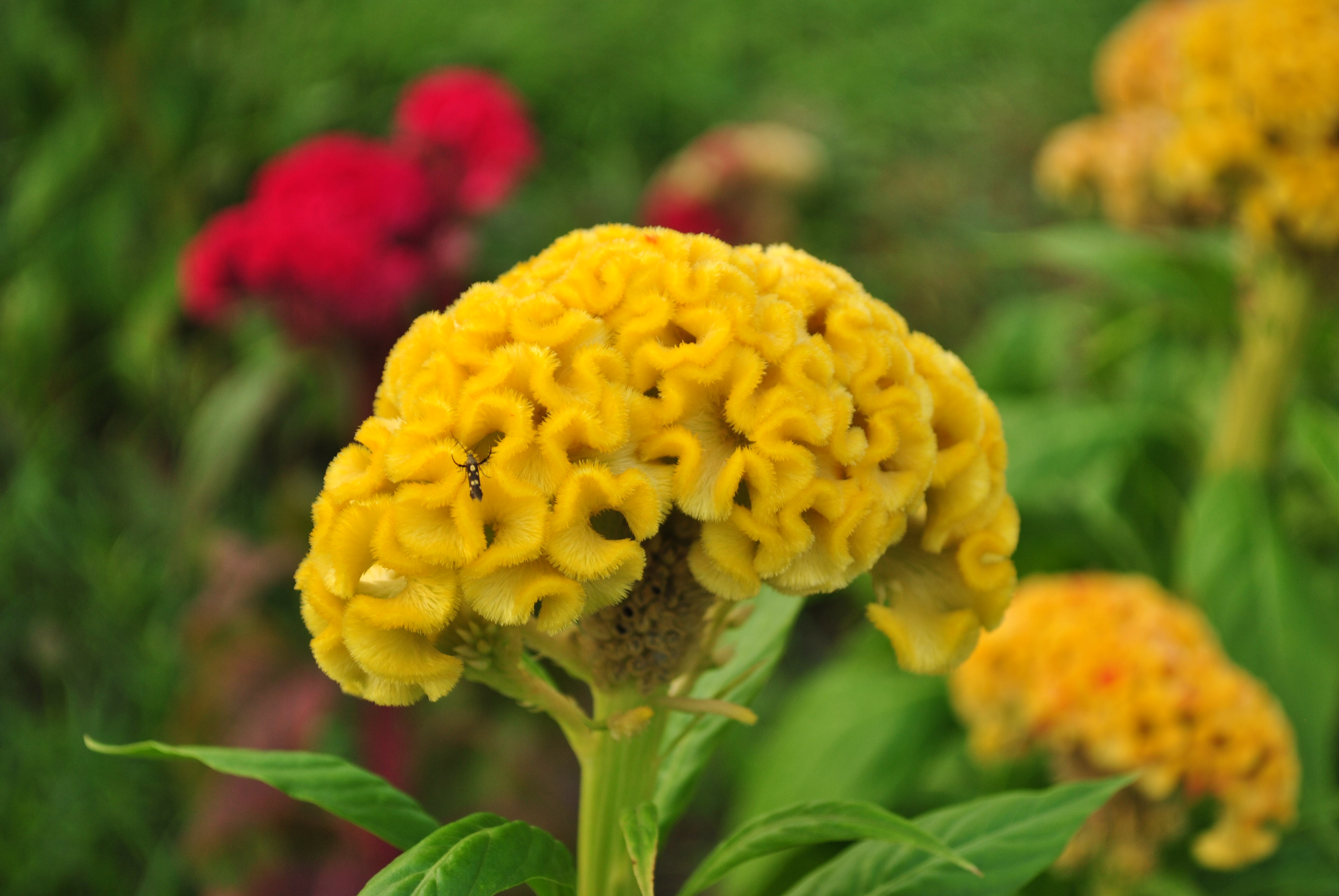
Celosia cristata
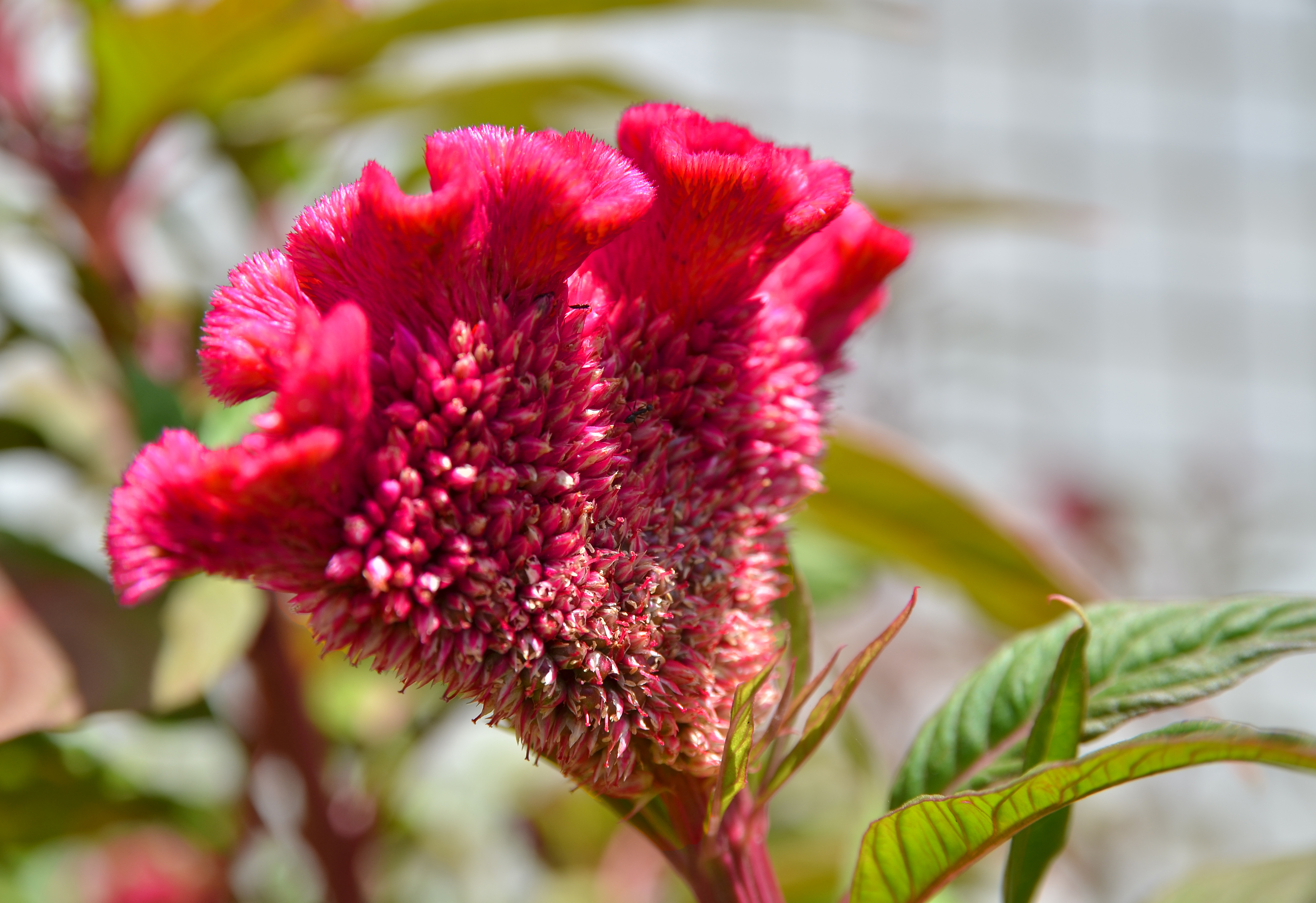
Celosia cristata